# Sociedad Española de Matemática Aplicada
La Sociedad Española de Matemática Aplicada (SEMA) fue creada en 1991 por iniciativa de un grupo de profesores universitarios con el fin de contribuir al desarrollo de las Matemáticas en relación con sus aplicaciones en las más diversas áreas de la ciencia y la industria.
Entre los objetivos destacados en su página web se encuentran: "el desarrollo del cálculo científico y la simulación numérica", así como "la modelización matemática, el análisis matemático y las técnicas de control en la comprensión y resolución de los problemas de la física, la química, la ingeniería, las ciencias biomédicas y la economía".

## Actividades

### Congresos y escuelas periódicas
El nacimiento de la Sociedad de Matemática Aplicada provino del éxito una serie de congresos denominados CEDYA (Congreso de Ecuaciones Diferenciales y sus Aplicaciones). El primero de ellos tuvo lugar en 1978 en El Escorial (Madrid). La XI edición, que tuvo lugar en 1989 en Fuengirola (Málaga), fue a su vez el I Congreso Nacional de Matemática Aplicada (CMA). 
A partir de entonces, estos congresos se celebran de forma bianual, rotando entre las universidades españolas. El último de ellos (XXII CEDYA / XII CMA) tuvo lugar en Palma (Mallorca), del 5 al 9 de septiembre de 2011
Por otro lado, a partir de la celebración en 1984, se celebran con una serie de Escuelas de Otoño Hispano-Francesas de Simulación Numérica en Física e Ingeniería, con periodicidad bienal, en distintas ciudades españolas. La primera de ellas tuvo lugar en Santiago de Compostela, mientras que la próxima tendrá lugar en Torremolinos (Málaga) del 24 al 28 de septiembre de 2012

### Premios
- Premio SeMA Antonio Valle al joven investigador: Está destinado a promover la excelencia en el trabajo matemático original en todas las ramas de las Matemáticas que tienen una componente aplicada. El premio fue instaurado en 1998 y es concedido cada año al joven investigador más prometedor en matemática aplicada. La lista de ganadores es la siguiente:
  - 2020: Jezabel Curbelo Hernández (Universitat Politècnica de Catalunya) y Rafael Granero Belinchón (Universidad de Cantabria)
  - 2019: Joaquim Serra (Universitat Politècnica de Catalunya)
  - 2018: Javier Gómez Serrano (University of Princeton)
  - 2017: Xavier Ros Oton (University of Texas at Austin)
  - 2016: Juan Calvo Yagüe (Universidad de Granada)
  - 2015: Carmen Rodrigo (Universidad de Zaragoza)
  - 2014: Francisco Gancedo (Universidad de Sevilla)
  - 2013: Alberto Enciso	(Instituto de Ciencias Matemáticas)
  - 2012: Santiago I. Badia Rodríguez (Universidad Politécnica de Catalunya)
  - 2011: David Pardo Zubiaur (Universidad del País Vasco)
  - 2010: María Luisa Rapún Banzo (Universidad de Zaragoza)
  - 2009: Enrique Domingo Fernández Nieto (Universidad de Sevilla)
  - 2008: María González Taboada	(Universidad de La Coruña)
  - 2007: José Ramón Fernández García (Universidad de Santiago de Compostela)
  - 2006: Jorge Cortés (Universidad de California Santa Cruz)
  - 2005: Diego Córdoba Gazolaz (CSIC)
  - 2004: Marco Antonio Fontelos López (CSIC)
  - 2003: José Antonio Carrillo (ICREA)
  - 2002: Carlos Castro (Universidad Politécnica de Madrid)
  - 2001: Javier Sayas (Universidad de Zaragoza)
  - 2000: Mari Paz Calvo	(Universidad de Valladolid)
  - 1999: Juan Casado (Universidad de Sevilla)
  - 1998: Ana Carpio (Universidad Complutense de Madrid)

- Premio SeMA al Mejor Artículo de SeMA Journal: Instaurado en 2009 con el objetivo de promover la publicación de trabajos de calidad, tanto científicos como de divulgación de las Matemáticas, a través primero del Boletín SeMA y actualmente a través de SeMA Journal. Optan al premio todos los trabajos publicados en la revista SeMA Journal durante el año anterior a su convocatoria.

### Publicaciones
- Boletín electrónico SeMA
- Boletín SeMA (números 1 al 52)
- SeMA Journal